# Portner (Adelsgeschlecht)

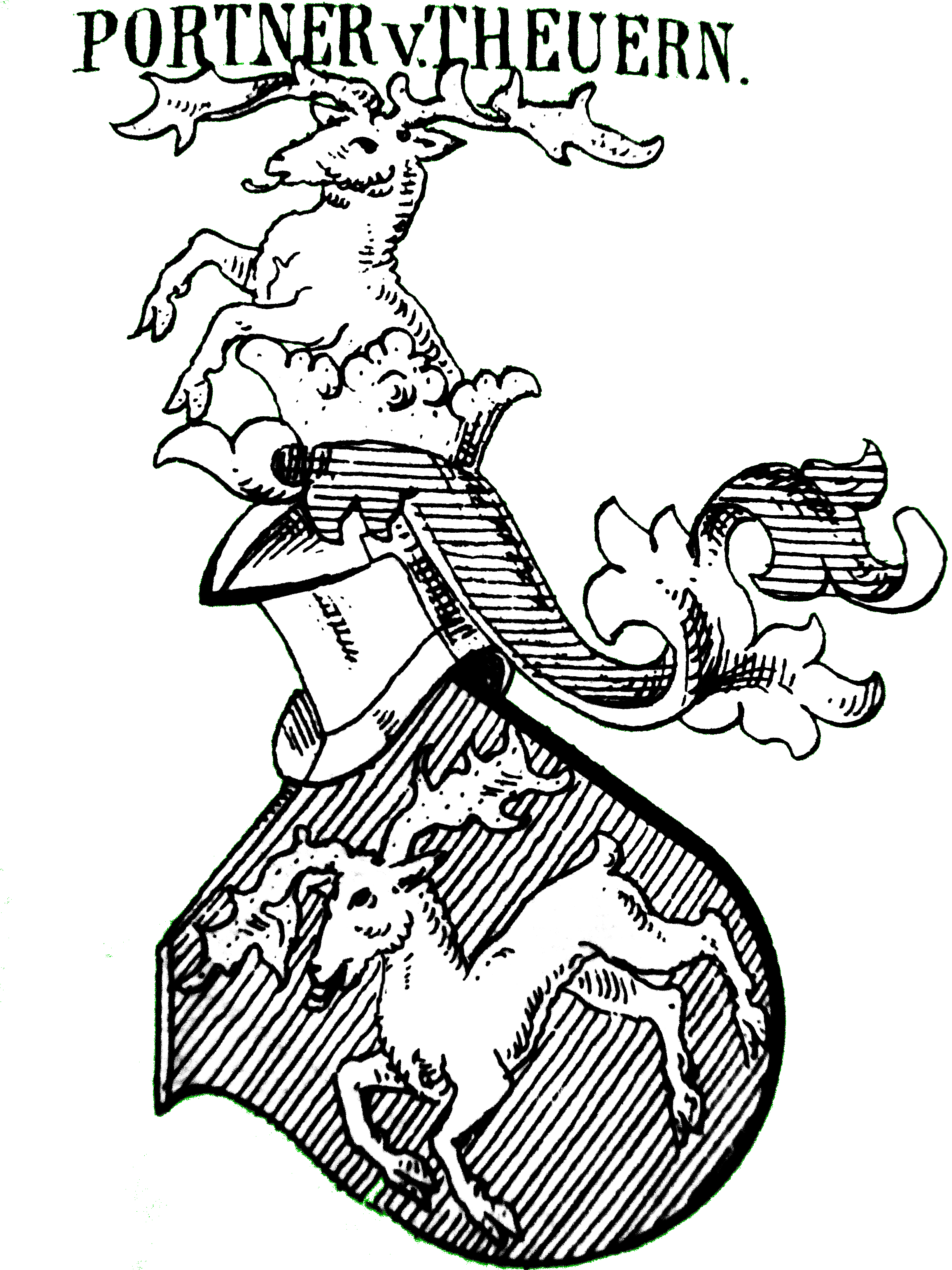
Wappen der Portner von Theuern mit einem geweihtragenden Damhirsch

Die Portner waren ein Patrizier- und Adelsgeschlecht, das in Regensburg bedeutende Verwaltungsfunktionen innehatte und das in der Oberpfalz eine Reihe von Hammerwerken betrieb. Im 16. Jahrhundert waren etliche Familienmitglieder protestantisch geworden und mussten im Zuge der Gegenreformation Nachteile auf sich nehmen. Nach dem Dreißigjährigen Krieg verliert sich ihre Spur in den Oberpfälzer Annalen.

## Portner von Regensburg
Die im Folgenden zu behandelnde Familie der Portners ist im 13. Jahrhundert von Böhmen nach Regensburg zugewandert. Diese Portners haben sich in Regensburg ansässig gemacht, waren zuerst als Eisenfernhändler tätig und konnten später in der Oberpfalz verschiedene Eisenhämmer erwerben. Sie waren im Laufe der Jahrhunderte mit den anderen großen Hammerfamilien, wie den Moller von Heitzenhofen, den Sauerzapf oder den Kastner von Amberg verschwägert. Vom 14. bis Anfang des 18. Jahrhunderts saßen ihre Mitglieder zudem im Rat der Stadt. Ihr Wappen zeigt einen rechts springenden Damhirsch in weißer Farbe und goldenem Geweih in einem blauen Feld. Im Laufe der Zeit besaßen die Portner Leidersdorf, Theuern, Rieden, Haselmühl und Heringnohe. Für die in diesen Eisenhämmer gefertigten Produkte wurden aufgrund der Festlegung der Oberpfälzer Hammereinigung von 1387 je ein eigenes Warenzeichen eingeschlagen, und zwar für Leidersdorf „Sittig in der Pann“, für Theuern „Flammen in der Pann“, für Wolfsbach „Ring! in der Pann“, für Hesselmühl (Haselmühl) den „Angel uffm Ruck“ und für Heringnohe „Feuerhaken in der Pann“.
In den Regensburger Ratslisten erscheint 1317 ein Heinrich I. Portner im Hanseausschuss. Dessen kaufmännische Tätigkeit bezog sich auf den Tuch-, Gewürze- und Weinhandel sowie auf das Geschäft des Geldverleihers. So war dieser Heinrich der Ältere auch Gläubiger der Herzöge von Bayern. Bis 1500 sind weitere acht Portner als Ratsherren, Stadtkämmerer und als „45er“ (Mitglied des aus 45 Personen bestehenden äußeren Rates) bekannt. Durch die Veränderung der wirtschaftlichen Bedingungen sind in den folgenden Jahrhunderten die Portners Verwaltungsbeamte und Juristen; allein sieben Portners werden zwischen 1514 und 1670 als Kämmerer genannt. 1670 verließ Andreas Portner als Letzter der Regensburger Portner die Stadt.

## Portner von Leidersdorf
1498 verkauft Abt Johann von Kloster Ensdorf Hammer, Mühle und Hof zu Leidersdorf in Anwesenheit von Hannsen zu Helmstat, kurfürstlicher Vicedom von Amberg, um 3.106 rheinische Gulden an die Brüder Wolf, Licentiat beider Rechte zu Regensburg, Lienhart, Peter und Hans Portner. Diese Brüder waren Söhne des Lienhart Portners (* um 1425/30, † 1507/10) von Regensburg aus der fünften Generation der Portners (gerechnet ab dem Heinrich dem Älteren). Dieser Lienhart war verheiratet mit Anna, Tochter des Hans Steinhauser, Kaufmann und Ratsherr in Regensburg. Da er die völlig überschuldete freie Reichsstadt Regensburg an den bayerischen Herzog übergab, wurde er vor Gericht gestellt und gefoltert. Sein ältester Sohn Wolfgang (Wolf, * 1460) heiratete Margarete, Tochter des Lukas Fugger von Reh. Ihr Sohn Christoph Portner von Leidersdorf (* 1510, † 12. März 1588) war Mitinhaber des dortigen Hammers. Er war in zweiter Ehe verheiratet mit Katharina, Tochter des Hans Ruland von Frauenbüchel, Rat von Burghausen. Christoph war (mit Unterbrechungen) von 1522 bis 1588 Kämmerer in Regensburg. Von seinem Bruder Heinrich Portner von Leidersdorf sind keine Nachkommen bekannt.
Der Bruder Hans († 1585/86) heiratete nach Böhmen und nannte sich danach Hans zum Kuglhof (ein Gut bei Schlackenwald). 1518 hat Hans Portner († 1618/19), Sohn des Peter, dann Leidersdorf übernommen. Von ihm ist bekannt, dass er mit seinem Vater wegen der Holzentnahme zum Kohlenbrennen aus den Klosterwaldungen in Streit geriet, der 1532 durch einen Vergleich beigelegt wurde. Ihm folgte ab 1602 sein gleichnamiger Sohn Hans (* 1542). Nachdem dieser kränklich und ohne Nachkommen war, verkaufte er am 16. Januar 1613 Leidersdorf an seine Schwägerin Katharina, die Witwe Quirin Portner. Leidersdorf wurde dann im Mai 1621 an die Frau des Amberger Rentmeisters Saugenfinger verkauft und ging den Portnern für immer verloren.

## Portner auf Wolfsbach
1515 wird Peter Portner (* 1466 in Regensburg) Hammerherr von Wolfsbach. Er war verheiratet mit Veronika, Tochter des Hammerherrn Paul Sauerzapf, Tochter des sehr vermögenden Jakob Sauerzapf. Dabei hat er die Mühle in Wolfsbach zu einem Blechhammer umgebaut. Der Schienhammer von Wolfsbach war 1527 und 1557 in Betrieb. Peter Portner hatte drei Söhne: Wolf, Hans (* 1515) und Heinrich. 1532 vermacht Peter Portner den Hammer seinem Sohn Hans. Die Witwe Anna Portnerin und ihre drei Söhne werden 1586 bei einer Klage wegen der Holzentnahme gegen den Wolfsbacher Hammermeister Wolf Jakob Oberstetter genannt. Hans Portner zu Leidersdorf hat wiederum die drei Söhnen Endres,  Hans und  Quirin; zusammen mit diesen erwirbt er 1584 die Burghut zu Rieden. Dieser Familienzweig nannten sich in der Folge Portner zu Schwarzenfeld, Rieden und Theuern. Hans war in zweiter Ehe mit Anna, geborene Oettlinger vom Heimhof, eine Schwester seiner Schwägerin Benigna, verheiratet. 1579 ist hier der Regensburger Bürger Martin Z(r)ennerfels Besitzer von Wolfsbach, das Werk ist also verkauft worden.

## Portner auf Theuern

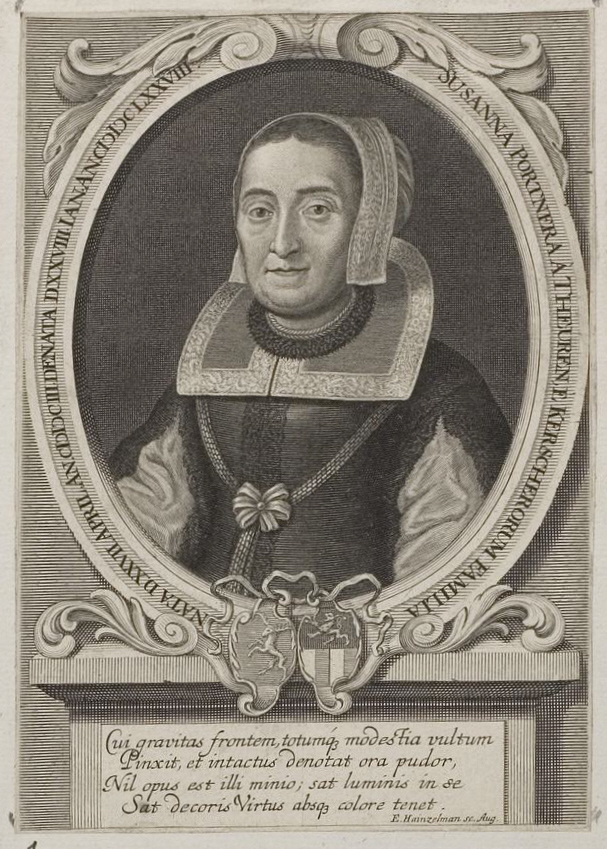
Susanna Portner von Theuern, geb. Kerscher (1603–1678), 2. Ehefrau von Peter Portner, Ratsherr und Bürgermeister in Regensburg; mit Allianzwappen Portner/Kerscher, zwischen 1678 und 1693 gefertigt

Theuern stand zuerst im Besitz des Paul Sauerzapf. Er hat dieses Werk an Peter Nortweiner  verkauft. Sein Sohn Ruger Nortweiner verkauft dann 1518 den seinem Vater ererbten Sitz Theuern an Peter Portner († 1534). Dieser war 1505 mit Veronica Sauerzapf († nach 1560) verheiratet; er war am 16. Juli 1510 in den Reichsadel aufgenommen worden und nannte sich von da an Portner von und zu Theuern. Theuern kam nach ihm an die Witwe Veronika († 1602) und die Söhne Wolf (* zwischen 1510 und 1515, † 6. Juli 1590) und Heinrich († 1587); der dritte Sohn Hans (* 1515) hatte den Hammer Wolfsbach erhalten. Mit einer Urkunde vom 7. Februar 1560 wurde der Witwe und ihren Söhnen auch die Patrimonialgerichtsbarkeit über Theuern zugesprochen. Der ältere Sohn Wolf war Pfleger zu Hainburg bei Neumarkt und 1564 Verwalter des Klosters Ensdorf (das benediktinische Kloster war im Zuge der Reformation geschlossen und ist unter staatliche Verwaltung gestellt worden). Theuern wurde an den Sohn Friedrich († 2. September 1632) des Wolf vererbt. Dieser war verheiratet mit Anna, Tochter des Leonhard Münzer, Bürger zu Amberg. Das Herzogtum Pfalz-Neuburg war am 22. Juni 1542 nach dem Religionsmandat von Ottheinrich zu dem Luthertum übergegangen und Friedrich ist evangelisch geworden, was bei der später durchgesetzten Gegenreformation für die Portners folgenreich war.
Heinrich hatte zwischen 1550 und 1579 westlich von dem alten Schloss von Theuern ein neues gebaut und bezogen. Wolf blieb in dem alten Schloss, dem „alten Stockh, soweit der Schloßgraben umfangt“ . Beide Gebäude waren zweistöckig und nicht besonders groß. Heinrich war mit Benigna, Tochter des Hans Ettlinger auf Heimhof, verheiratet. Das Ehepaar hatte keine Kinder, ihr Erbe ging an die Kinder des Hans Portner von Wolfsbach. Dieser Hans Portner (* um 1515) bestellte 1548 erstmals einen lutherischen Prediger für Theuern, und zwar Johannes Kraus von Regensburg. Hans Joachim Portner wird 1579/80 und 1594/95 als Betreiber des Schienhammers Haselmühl  und des Hammers Schwarzenfeld genannt.
1590 wurde wegen der Ast- und Meilerkohlen ein Vertrag zwischen Friedrich Portner, dem Sohne Wolfs, und dessen Vettern Endres, Hans und Quirin Portner abgeschlossen (das Landsassengut Theuern war bis 1594 noch geteilt). 1594/95 werden Hans und Quirin Portner als Betreiber des Hammers von Theuern genannt. Seit 1620 besaß der Quirin Portner das Hammergut Theuern allein. In seinem Testament von 1612 bestimmte er,  „der Hammer soll eingehen, da die Waldungen nicht das nötige Holz mehr liefern können“ . Sein Sohn Wolf Heinrich blieb aber auf Theuern wohnen. Für den Hans Andre Portner von Theuern, der seine Güter nicht erfolgreich verwaltete, wurde der Amberger Bürger Heinrich Müller 1622 als Vormund bestellt, der „das Hammerwerk, so vorhin sehr eingegangen, wieder zurecht“ machte und erneut Einnahmen erzielen konnte. Die Theuerner Portner mussten, weil sie nicht katholisch werden wollten, 1629 emigrieren und  der Hammer arbeitete im Jahre 1630 wieder, aber mit einem Verlust von 1.500 fl.
Die Kinder des Hans Portner (Endres, Hans  und Quirin) besaßen nach dem Tod des Heinrich Theuern, Leidersdorf und Rieden. Endres bekam Rieden, Hans Leidersdorf und Quirin Theuern. Quirin († September 1612) gelang es, die große Schuldenlast von Theuern abzutragen. Seit 1592 war er mit Katharina († 1615), Tochter des Philipp von Kemnath auf Hohenkemnath verheiratet. Das Paar hatte vier Söhne und eine Tochter (diese hieß Anna Maria und ist 1618 verstorben). In seinem Testament bestimmte Quirin, dass Sebastian Wolf  (* 1593) auf dem alten Schloss in Theurn bleiben sollte, Georg (* 1603) sollte mit der Mutter in dem neuen Schloss ihre Wohnung nehmen, Wolf Heinrich (* 1596) sollte auf dem Hammer zu Theuern wohnen und Hans Georg (* 10. Januar 1600) sollte statt des Wohnnutzes 1.000 fl erhalten. Für die Kinder wurde als Vormund der fürstliche Rat und Pfleger von Pielenhofen Ludwig Scharffenberg auf Neusath sowie der Burgsasse von Rieden, Hans Andre Portner bestellt. Nach dem Tod des  Quirins ging es mit dem Gut rasch abwärts. Den beiden älteren Söhnen wurde ein „liederliches Leben“ vorgeworfen, Sebastian Wolf sollte wegen seines verschwenderischen Lebens sogar für ein Jahr Theuern verlassen, was er aber nicht machte. Nach einem Bericht vom 3. Januar 1616 „heulten“ die Hammerschmiede, Kohlenbrenner und Taglöhner, da sie wegen Erzmangels keine Arbeit und infolgedessen keinen Verdienst mehr hatten. Die beiden  älteren Söhne wurden wegen ihrer Verschwendung sogar nach Amberg vorgeladen und auf zwei Tage in Arrest gesetzt. Die beiden jüngeren Söhne Georg und Hans Georg gingen auf das Gymnasium zu Sulzbach und Hans Georg studierte seit 1620 an der Universität Altdorf Jura, 1625 suchte er für einen Pass nach Italien an, was ihm aber nicht gestattet wurde. Wolf Heinrich verschwindet nach 1627 aus den Akten von Theuern, er dürfte in dänischen Kriegsdiensten gefallen sein. Sebastian Wolf  hat 1626 die Witwe  des Tobias Mendel zu Haselmühl geheiratet, eine Tochter des Hans Joachim Portner von Heringnohe. Georg heiratete am 10. August 1627 die Emigrantin  Anna Felicitas von Elsenheim, ihr Bruder war kaiserlicher Rat in Regensburg.
Allerdings war in der Zwischenzeit die Oberpfalz zu Bayern gekommen und am 5. September 1628 erschien im Zuge der Gegenreformation ein kurfürstliches Patent, wonach den Ständen und Untertanen aufgetragen wurde, innerhalb von sechs Monaten katholisch zu werden oder mit Weibern und Kindern außerhalb Bayern ein Unterkommen zu suchen. Den Adeligen wurde diese Frist bis Neujahr 1629 verlängert. Georg und Hans Georg Portner versuchten nun, Theuern um den Schätzwert von 20.000 fl zu verkaufen, was aber nicht gelang. Sebastian Portner blieb bis Neujahr 1629 in Haselmühl, ohne zum katholischen Glauben überzutreten. Er wurde von einem „Einspännigen“ (einem berittenen Schutzmann) nach Amberg geholt mit einer Geldstrafe belegt und in den „Fuchssteiner“ eingesperrt. Nach seiner Entlassung emigrierte er nach Altdorf.
Auch Hans Georg Portner hatte am 24. Januar 1629 die Aufforderung erhalten, sofort zu emigrieren. Darauf ist er nach Sulzbach geritten, wurde aber bei seiner Rückkehr nach Theuern wegen eines Kaufbriefs festgenommen und durch einen „Einspännigen“ nach Amberg gebracht, er wurde aber bereits am 27. Februar 1629 wieder entlassen. Danach begab er sich nach Altdorf und später nach Happurg, wo er dauernden Aufenthalt nahm. Im Mai 1629 durfte mit Genehmigung der Regierung kurz nach Theuren zurückkommen, wurde aber im Juni für einen Monat in Arrest genommen, da er seine Braut Anna Elisabeth, Tochter des Wolf Rumel außer Landes geführt hatte. Diese musste zur Unterweisung in Amberg erscheinen und darauf ließ man ihn frei. Sie sollte nach zwei Wochen wieder in die Kanzlei kommen, hielt sich aber am 22. August bei ihrer Base Löffelholz in Nürnberg auf. Am 19. Oktober 1629 befand sich Hans Georg Portner wieder im Arrest, da er seine Braut nicht herbeigeschafft habe. Nachdem er gelobt hatte, von ihr zu lassen, wurde er wieder frei gelassen. 1630 wurde ihm die Niedergerichtsbarkeit über Theuern entzogen. In diesem Jahr zeigte er auch eine Neigung, den katholischen Glauben anzunehmen; nach einer „Geistlichen conversation“ hat er aber davon abgesehen, einen Glaubenswechsel zu vollziehen. Am 14. November 1630 verehelichte er sich mit der 20-jährigen Anna Elisabeth von Ruml von Lonnerstadt auf Zant. Hans Georg Portner konnte 1631 für einige Tage nach Theuern kommen und stellte zu Lichtmess als neuen Hüttkapfer Hans Christoph von Sit an. 1631 und 1632 wurden der Hammer und die Mühle in Theuern von den durchziehenden Truppen zerstört. Am 20. Mai 1632 berichtet er an die Regierung, sein Gut sei durch Kriegsvolk ruiniert und spoiliert. Ende 1632 erlaubte ihm die Regierung, sich in Schwandorf niederzulassen. 1633 scheint er in die Dienste von Nürnberg getreten zu sein, denn am 23. Mai 1633 erhielt er vom Rat der Stadt  ein silbernes Trinkgeschirr zum Geschenk und am 30. Juni 1633 war er an der Einnahme von Neumarkt durch den Schwedengeneral Gustaf Horn beteiligt. Als dieser nach Donauwörth abzog, blieb der Portner Kommandant von Neumarkt. Am 17. Juli 1633 beantragte der Prokurator von Amberg, Hans Georg Portner bei Betretung des Landes an Leib und Leben zu strafen und seine Güter zu konfiszieren. Dazu kam es aber nicht, da er am 16. Oktober 1633 an der Pest verstorben war. Seine Witwe verstarb 1637, die Vormundschaft über ihr einziges Kind Anna Katherina (* 1. August 1631 in Happurg) wurde ihrem Onkel Sebastian übertragen, nach dessen Tod befand sich die Waise am 18. April 1643 bei ihrem Onkel Ruml zu Zant.
Nach dem Tod des Hans Georg Portner wurde Georg alleiniger Inhaber von Theuern. Er bekam dort den Sohn Georg Wilhelm (* 24. Februar 1629) und durfte vorerst in Theuern verbleiben. Sein Verlängerungsantrag wurde abgewiesen und er  begab sich nach Happurg. Als er wegen der Erkrankung seines Kindes am 17. März 1629 mit einem Hersbrucker Arzt zurückkehrte, wurde er mit 12 Talern Strafe belegt, blieb aber frei. Seine Frau und das Kind siedelten am 7. Juli 1629 nach Happurg über, das Kind verstarb 20 Tage danach. Dort wurde auch ihr zweiter Sohn Antonius Sigismund geboren (* 25. Februar 1630), 1633 lebte die Familie in Hersbruck und erhielt in diesem Jahr einen Pass für Regensburg. Hier kam am 26. Mai 1634 der Sohn Johann Georg zur Welt. Als die Regierung wegen des Hans Georg Portner Hand an Theuern legen wollte, legte Georg Einspruch ein, da er sich als Mitbesitzer nichts gegen die Regierung zu Schulden habe kommen lassen. Georg durfte wegen des Aufbaus der Mühle einige Male nach Theuern kommen. Da die Riedener  Vettern ihre Darlehen (Schulden 14.000 fl) im Februar 1636 kündigten, wurde Theuern geschätzt und dies ergab einen Gesamtwert von 41.000 fl. Durch einen gerichtlichen Vergleich vom 21. August 1637 erhielten Andre und sein Mündel Heinrich Sigmund die Verwaltung und Nutznießung von Theuern (1646 endgültige Besitzübergabe). Georg musste die Schlosswohnung räumen und ihm wurde auch der Zutritt zum alten Schloss verwehrt. Dem Georg verblieben nach Abzug aller Lasten 7.130 fl. Seine Familie war zwischenzeitlich auf acht Personen angewachsen.
Sein schon genannter Sohn Johann Georg († 1706) wurde katholisch und heiratete 1661 Johanna Juliana von Leonprechting. Er war 1662 Forstmeister von Kloster Waldsassen und Landrichter von Wiesau. Bereits 1668 hatte er von Johann Jakob Portner (Sohn des Hans Andre) den 2/5-Teil von Theuern zurückgekauft. 1682 ließ er ein neues Haus in Theuern errichten, das heute als Jägerhaus bekannt ist. Der Bau kostete zwischen 1.500 und 2.000 Gulden und führte zu seiner Verschuldung. Bereits am 6. August 1684 wird Andre Ruland Hammermeister von Theuern. Am 28. September 1694 kauft dieser den ganzen Anteil des Johann Georg, Theuern ist somit ganz in seine Hand gekommen, da er den 2/5-Anteil bereits von der Riedener Linie der Portners erworben hatte. Damit ist die Linie der Portner auf Theuern beendet. Nachkommen von anderen Geschwistern des Johann Georg lebten noch bis 1735 in Regensburg.
Theuern wurde im Winter 1638/39 und bis zum Ende des Dreißigjährigen Krieges so mitgenommen, dass es bis 1681 öde und ohne Einrichtung war.
Dem Georg Portner, Hammermeister von Theuern, wurden im Oktober 1632 in Regensburg nur 72 fl für das Pfund Werkschienen angeboten; vom Landesherrn war am 25. November 1631 festgelegt worden, dass 88 fl für Werkeisen, 78 fl für abgebogenes Werkeisen und 48 fl für Trümmereisen verlangt werden muss, 1627 wurde für das Pfund Werkeisen noch 100 bis 120 fl bezahlt, entweder wurden nun die Produkte unter Marktwert verkauft oder es hat ein Preisverfall eingesetzt. 1668 erwarb der Sohn des Georg Portner, Johann Georg, zu dem väterlichen Erbteil noch den 2/5-Anteil des Hammerwerkes von seinem Vetter Johann Jakob. Er versuchte, die Kriegsschäden zu beseitigen, aber schon 1681 und 1684 wird ein Andre Ruland als Hammermeister in Theuern genannt, der 1687 den 3/5-Anteil und 1694 auch den Rest des Theuerner Gutes den Portnern abkaufte.
Ein Johann Albrecht Portner von Theuern war Mitglied des inneren geheimen Rates der Stadt Regensburg und Hansgraf. Er heiratete Magdalena Ammon; der Sohn aus dieser Ehe hieß wieder Peter und war auch Mitglied des inneren geheimen Rates, Consitorialdirektor und Hansgraf (* 5. März 1580, †  23. Februar 1660). Er war 1611 in erster Ehe verheiratet mit Catharina Prasch, geb. Händel  (†  1626); in zweiter Ehe heiratete er 1628  die Witwe Susanne Gruber, geborene Kerscher (†  28. Januar 1678). Der Sohn aus zweiter Ehe hieß Johann Albrecht (* 28. Dezember 1629 in Regensburg, † 2. Februar 1687 in Wien). Er war württembergischer Rat, Mitglied des Inneren Rates und Consulent zu Regensburg, 1671 wurde er Reichshofrat in Wien.
Nach einer landesfürstlichen Umfrage von 1637 über die Lage der Hammerwerke berichten die Hammermeister Sebastian Wolf Portner von Haselmühl und Georg Portner zu Theuern, dass die Hämmer wegen Baufälligkeit nicht betriebsbereit oder  nicht in Betrieb seien. Grund sei der mangelnde Eisenabsatz bzw. das fehlende Betriebskapital. Sebastian Wolf Portner von Haselmühl ging wegen seines evangelisch-lutherischen Bekenntnisses in die Emigration; er scheint den Hammer zuerst an den Landesherrn verpachtet zu haben. Ein Christoph Portner von Theuern auf Gressenwöhr († 1691) wird noch anlässlich seines Todes genannt.

## Portner auf Heringnohe
Der Besitzer von Heringnohe, Wilhelm Frank (zugleich auch Hammerherr von Haynow), hat 1491 seine Tochter Ursula mit dem Lienhart (Leonhard) Portner, der bereits beim Kauf von Leidersdorf 1498 erwähnt wurde, vermählt. Dieser erbte dann 1517 Heringnohe; er wird auch 1461 als Bürger von Regensburg sowie 1487 und 1489 als Kämmerer zu Regensburg genannt. Sein Sohn Albrecht Portner von Leidersdorf auf Heringnohe († 1540) bekam als nächster den Besitz. Er war verheiratet mit Margarete, Tochter des Paul Modler von Amberg. Albrecht lebte 1520 in Amberg, 1530 in Sulzbach. Er ist am 18. August 1540 verstorben und wurde zu Vilseck begraben. Albrecht hatte acht Kinder: Michael von Heringnohe (* 1528, † 11. Januar 1580) wurde am 19. Juni 1553 Bürger von Nürnberg. Er heiratete Appolonia, Tochter des Hans Salzer, Sattelmeister von Nürnberg. Von Beruf war er Eisengroßhändler, 1558 war er im Rat der Stadt und 1563 Viertelhauptmann von St. Lorenz. Er hatte keine männlichen Nachkommen.
Sein Bruder Kaspar von Heringnohe (* 1522, † 1568) war Kaufmann in Regensburg. Von 1555 bis 1567 war er Kämmerer der Stadt. Am 6. September 1547 hat er sich mit Ursula, Tochter des Hans Kämmerer, verehelicht. Auch sein Sohn Johann Albrecht von Heringnohe  (* 1549) lebte in Regensburg und bekleidete das Amt des Stadtkämmerers mit Unterbrechungen von 1580 bis 1605. Seine Söhne Kaspar und Peter nannten sich immer noch von Heringnohe. Beide waren  an der Universität Jena immatrikuliert. Peter (* 5. März 1580)  war in Regensburg eine einflussreiche Persönlichkeit: 1613 war er Stadtgerichtsassessor, 1620 Stadtkämmerer,  1623 Direktor des Vormundschaftsamtes, 1624 Hansgraf und 1625 Rechenherr, Consul und Senior zu Regensburg. 1611 hatte er Katahrina, Tochter des nach Regensburg emigrierten ehemaligen Bürgermeisters von Steyr Hieronymus Händt. Sein Sohn Albert (* 29. Dezember 1629, † 2. Februar 1687 in Wien)  war der letzte Portner in Regensburg. Er besuchte 1644 die Universität Altdorf, 1646 die Universität Straßburg, von 1657 bis 1670 war er Ratsherr in seiner Heimatstadt. 1671 ging er als Reichsgerichtshofrat nach Wien. Sein einziger Sohn Johann Friedrich  ist  vor ihm verstorben.
In Heringnohe folgte der  Sohn Wilhelm (* um 1524) des Albrecht Portner, der das Hammerwerk weiter ausbaute. 1557 wurde er mit Heringnohe belehnt. Er heiratete eine Brigitte, Tochter des Paul Hegner von Altenweiher, Hammerherr dortselbst. Deren Sohn Hans Joachim trat 1585 als Besitzer des Hammers Haselmühle auf (s. u.). Der ältere Bruder Elias (* 1550, † 1609 in Vilseck) wurde Besitzer von Heringnohe. Seine Frau, die Witwe des Valentin Mendel von Steinfels brachte ihm 1604 den Hammer Hütten bei Weiden zu. Sein Erbe übernahm sein Sohn
Hans Adam, der bis 1612 Herr auf Heringnohe war. Hans Adam Portner von Theuern zu Heringnohe war mit Anna Maria Moller von Heitzenhofen († 1626) verheiratet. Sein Bruder war Christoph zu Goßbau, dessen Sohn Hans Conrad kam in das Priesterseminar von Amberg. Hans Adam hatte noch die Tochter Cordula Amalie (* 1612), die mit Tobias Adler, Geheimer Rat und Mitglied des Inneren Rates von Regensburg, verheiratet war. Sie starb bald nach dessen Tod am 28. März 1685.  Hans Adam Portner weigerte sich zu konvertieren und musste deshalb emigrieren, ohne dass er für seinen Besitz entschädigt wurde. Die Linie der Portner zu Heringnohe verliert sich in der Zeit des Dreißigjährigen Krieges.

## Portner zu Haselmühl
Der Hammer Haselmühl ist um 1585 durch Einheirat an den Heringnoher Portner Hans Joachim Portner gekommen. Er war verheiratet mit Dorothea, Tochter Leonhard Gleich und Schwager des vormaligen Hammerbesitzers  Leonhard Gleich. Seit 1588 gehörte ihm auch das Landsassengut Kümmersbruck. Er wird 1579/80 und 1594/95 als Betreiber des Schienhammers Haselmühl  genannt. Sein Sohn Hans Christoph übernahm Haselmühl und Kümmersbruck. Seine Tochter Barbara heiratete den Tobias Mendl von Steinfels († 1622), der 1614 von seinem Schwager Hans Christoph das Hammergut Haselmühl abgekauft hat. Seine Witwe heiratete 1626 den Sebastian Portner aus der  Theuerner Linie.
Sebastian Portner blieb bis Neujahr 1629 in Haselmühl, ohne zum katholischen Glauben überzutreten. Er wurde von einem „Einspännigen“ (einem berittenen Schutzmann) nach Amberg geholt, mit einer Geldstrafe belegt und in den „Fuchssteiner“ eingesperrt. Nach seiner Entlassung emigrierte er nach Altdorf. Als 1633 die Gant über Haselmühl eröffnet wurde, dürfte er für kurze Zeit zurückkommen. In mehreren Gesuchen flehte er später darum, wieder ganz zurückkommen zu können, das wurde ihm, wenn er katholisch würde, in Aussicht gestellt. Nachdem seine Frau und sein Stiefsohn Hans Gallus Mendl von Steinfeld an der Pest verstorben waren, meldete er sich am 13. November 1634 bei der Regierung und wurde am 17. November 1634 in Haft genommen. Nachdem er von Franziskanern in der katholischen Lehre unterrichtet wurde  und am 22. Dezember 1636 gebeichtet hatte, erhielt er die Erlaubnis, sich dauernd im Lande aufzuhalten. Nach seinem Tod († 1640) kam Haselmühl als Erbe an seinen Bruder Georg. Allerdings kamen sämtliche Güter von Haselmühl am 15. Oktober 1640 unter den Hammer; das durch den Krieg verwüstete Gut wurde auf 9.939 fl geschätzt und 1642 verkauft.

## Portner auf der Burghut Rieden
Hans Portner zu Leidersdorf hat zusammen mit seinen drei Söhnen Endres,  Hans und  Quirin 1584 das kemnathische oder hintere Burghut zu Rieden erworben. Der älteste Sohn Endres (Andreas) († 1602) des Hans bekam nach dem Tod seines Vaters und seiner Mutter 1602 Rieden. Dieser hatte die Söhne Hans Andre und Hans Sigmund sowie die Tochter Martha († 1645); deren Erbe Altdorf kam, da ihr Sohn bereits verstorben war, an den Hans Andre und die beiden Söhne des Bruders Hans Sigmund.
Hans Sigmund (* um 1587, † 1680) wurde im September 1620 Kapitän des Fähnlein Rötz. Er saß 1618 auf Thann, das er ebenso wie Gleiritsch mit seiner Gemahlin  Margareth von Plassenberg erheiratete. Das im Dreißigjährigen Krieg zerstörte Schloss Thann ließ er neu erbauen. Da er nicht katholisch werden wollte, verließ er am 20. Februar 1629 seine Güter, die nach Abzug der Schulden einen Wert von 20.000 fl hatten. Für seinen späteren Aufenthalt hat er sich in Eckersdorf eingekauft. Er war mit seinem Bruder einer der Hauptgläubiger von Theuern. 1632 wurde er von Kaiserlichen Truppen als Geisel in Haft genommen, da er in Verbindung zu den Schweden stand. Am 31. Januar 1636 heiratete er ein zweites Mal, diesmal die Witwe Anna Maria des brandenburgischen Kapitäns Friedrich von Pusch, geborene Metzsch. 1636 durfte er das völlig abgebrannte Gut Thann noch einmal besuchen. Er verstarb am 27. Oktober 1638 in Bayreuth. Seine Kinder waren der Sohn Heinrich Sigmund (* 1628) und die Tochter Cäcilia Barbara, die sich mit einem Tanner  von Eckersdorf verheiratete. Heinrich Sigmund war gezwungen, sein Studium in Nürnberg aus Geldmangel abbrechen. Er trat 1642 in das bayerische Heer des Johann von Werths ein. 1646 wurde er Mitbesitzer von Theuern. Bei der Teilung vom 25. April 1669 erhielt er den 3/5-tel Anteil, dem Mitbesitzer  Georg Portner verblieb der 2/3-tel Anteil. Heinrich Sigmund emigrierte 1660 nach Hersbruck. Er hatte keine Nachkommen, deshalb fiel sein Erbe an die Kinder seines Onkels Andreas Portner.
Dessen ältester Sohn Hans Andre († 1670) übernahm Rieden. Er hat am 28. August 1608 Anna Maria († 5. März 1625), geborene von Müffling,  geheiratet. Er wurde zum Vormund der Kinder seines  Onkels Quirin. Hans Andre und sein Bruder Hans Sigmund folgten im September 1620 dem Aufruf von Kurfürst Friedrich V. und traten der Reiterkompanie Hundt in Waidhaus bei. Im April 1622 begleitete Hans Andre das bayerische Regiment Lorenzo del Maestro als Kommissär, wobei allerdings sein eigenes Gut Rieden von dieser Einheit geplündert wurde. Nach der Bekanntgabe des Religionspatentes von 1629 ließ sich Hans Andre in Wöhrd, einem Vorort von Nürnberg, nieder. Nach der Einnahme von Regensburg durch Bernhard von Weimar lebte er im November 1633 einige Zeit dort, ging aber, als die Belagerung durch die kaiserlichen Truppen drohte, wieder nach Wöhrd zurück. Seine Ansprüche auf Theuern (die dortigen Portner hatten bei ihm 14.000 fl Schulden) wurden von der Regierung in Amberg 1635 anerkannt und 1636 kündigte er den Kredit. Am 21. August 1637 wurde ihm und seinem Neffen Heinrich Sigmund, Sohn des mittlerweile verstorbenen Bruders, das Gut Theuern zugesprochen. Hans Andre verkaufte daraufhin Rieden an den Egid Steiner, Bürger von Rieden und Hammermeister in Wolfsbach. Am 12. Juni 1638 zog er mit seiner Familie nach Theuern unter Wahrung der 3/5-tel Ansprüche des Heinrich Sigmund. Am 2. Juni 1646 wurde Theuern dem Hans Andre und seinem Vetter Heinrich Sigmund gegen Erstattung der Schulden und der Gerichtskosten übergeben. Hans Andre hatte seinen 2/5-tel Anteil bereits vor seinem Tod seinem Sohn Johann Jakob übergeben. Verheiratet war er mit Justina Katharina Lochner von Hüttenbach. Dieser war auch seit 1652 Herr auf Altendorf, das sein Vater von seiner Schwester erhalten hatte. Am 6. Januar 1660 konvertierte er zum katholischen Glauben. Seinen Anteil an  Theuern verkaufte er 1668 an seinen Vetter Johann Georg Portner. Am 9. November 1685 fiel ihm und seiner Schwester Margareta von Brandt der 3/5-tel Anteil von Theuern nach dem Tod des Vetters Heinrich Sigmund zu, den er aber bereits am 1. Juli 1685 an seinen Sohn Georg Christoph verkaufte. Dieser wurde ebenfalls Herr von Altdorf. Er war mit Anna Barbara von Fischbach verheiratet. Er scheint finanziell nicht gut gestellt gewesen zu sein und so verkaufte er am 14. Mai 1687 seinen Anteil an Theuern dem Andre Ruland.
Der zweite Sohn des Johann Jakob hieß Johann Albrecht Erdmann Portner von Theuern (* 1658) und war bereits katholisch erzogen worden. 1696 wurde er Besitzer von Pullenried, das 1693 noch im Besitz der Preißlinger war und über seine Frau Katharina Ludmilla von Wiedersberg an ihn gekommen war. Diese scheint eine verwitwete Preißlinger gewesen zu sein, da Johann Albrecht Erdmann auch den Stiefsohn Friedrich Wilhelm von Preißlinger hatte. 1702 war er Oberleutnant im Regiment Maffei und am 7. Dezember 1717 ersuchte er in München um den Erlass der Rittersteuer für das Pullenrieder Gut nach, da es 1705 völlig ausgeplündert worden war. 1736 wurde dieses Gut an den Regierungsrat Freiherr von Wildenau aus Amberg versteigert. Johann Albrecht Erdmann zog nach Eppenried und 1738 nach Oberviechtach. Hier verstarb er am 5. Mai 1741 und mit ihm der letzte Nachkomme der Portner von Theuern. Ob er wirklich als ultimus familiae angesehen werden muss, wird angezweifelt, da ein Caspar Portner am 27. September 1702 in Zweibrücken aufgenommen wurde und ein weiterer Conrad Portner am 29. Oktober 1769 in Zweibrücken geboren wurde. Hierbei könnte es sich um Nachfahren der Heringnoher Linie der Portners handeln, die vor 400 Jahren in die Emigration gehen mussten.

## Wappen
Das Wappen zeigt in Blau einen steigenden gold-bewehrten silbernen Damhirsch. Auf dem bekrönten Helm mit blau-silbernen Helmdecken der Damhirsch wachsend.

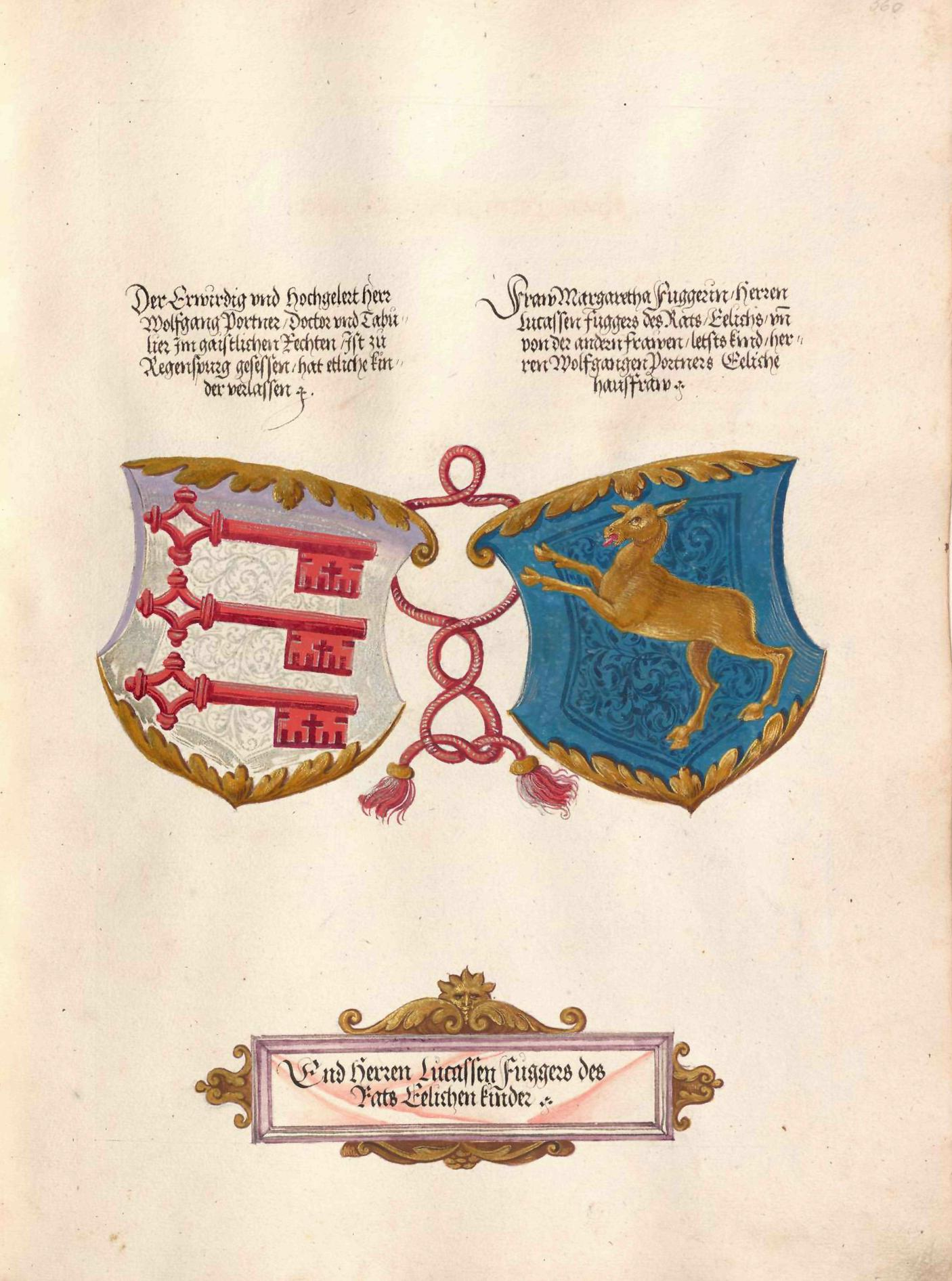
Geheimes Ehrenbuch der Fugger, hergestellt in der Werkstatt Jörg Breu d. J., 1545–1549, Wappen Wolfgang Portner und der Margaretha Fuggerin (Fugger vom Reh), 1545 und 1549
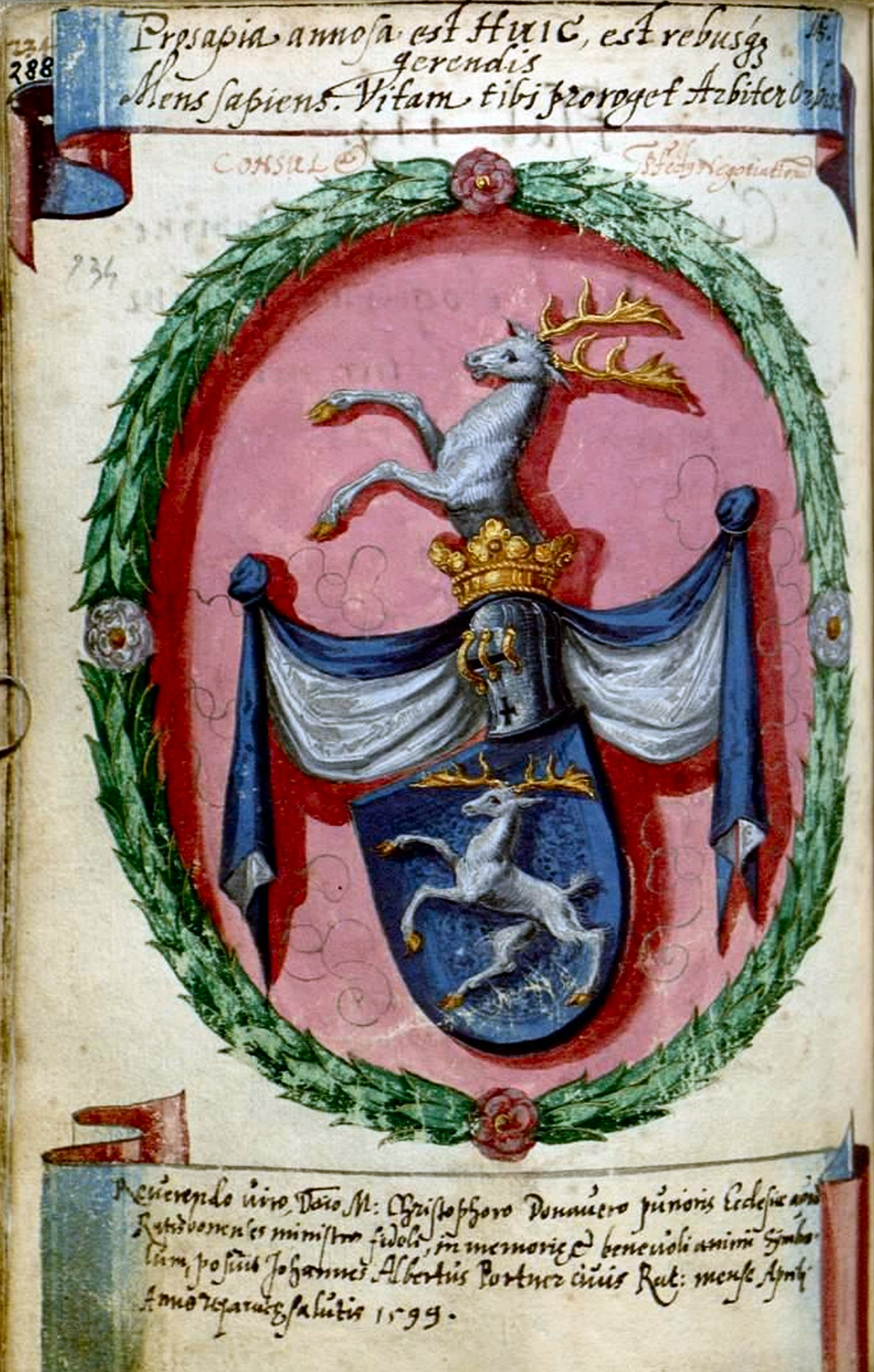
Wappen des Johannes Albertus Portner im Stammbuch der Familie Donauer, 1599–1608
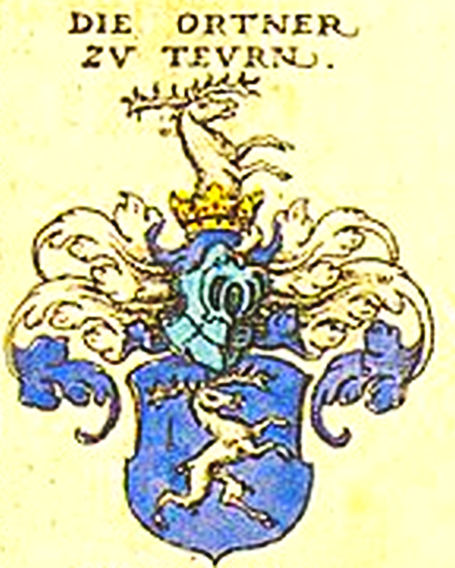
Seitenverkehrtes Wappen der Portner von Theuern nach Johann Siebmacher 1605
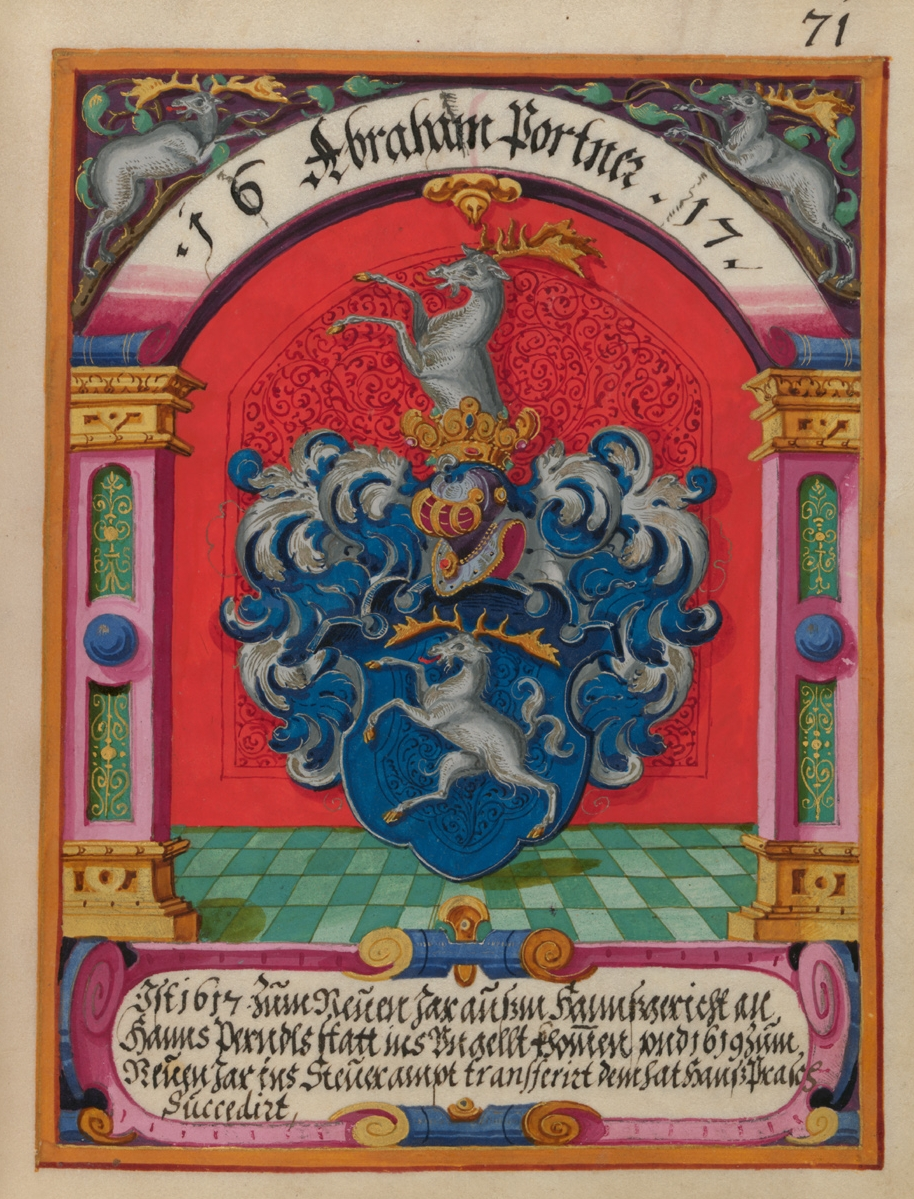
Wappenbuch des Ungeldamtes Regensburg Stadtarchiv Ravensburg. Wappen der Assessoren Abraham Portner, 1617

## Varia
Von dem Archivar, Historiker und Schriftsteller August Sperl (1862–1926) wurde ein historischer Roman über die Gestalt des Hans Georg Portner verfasst.

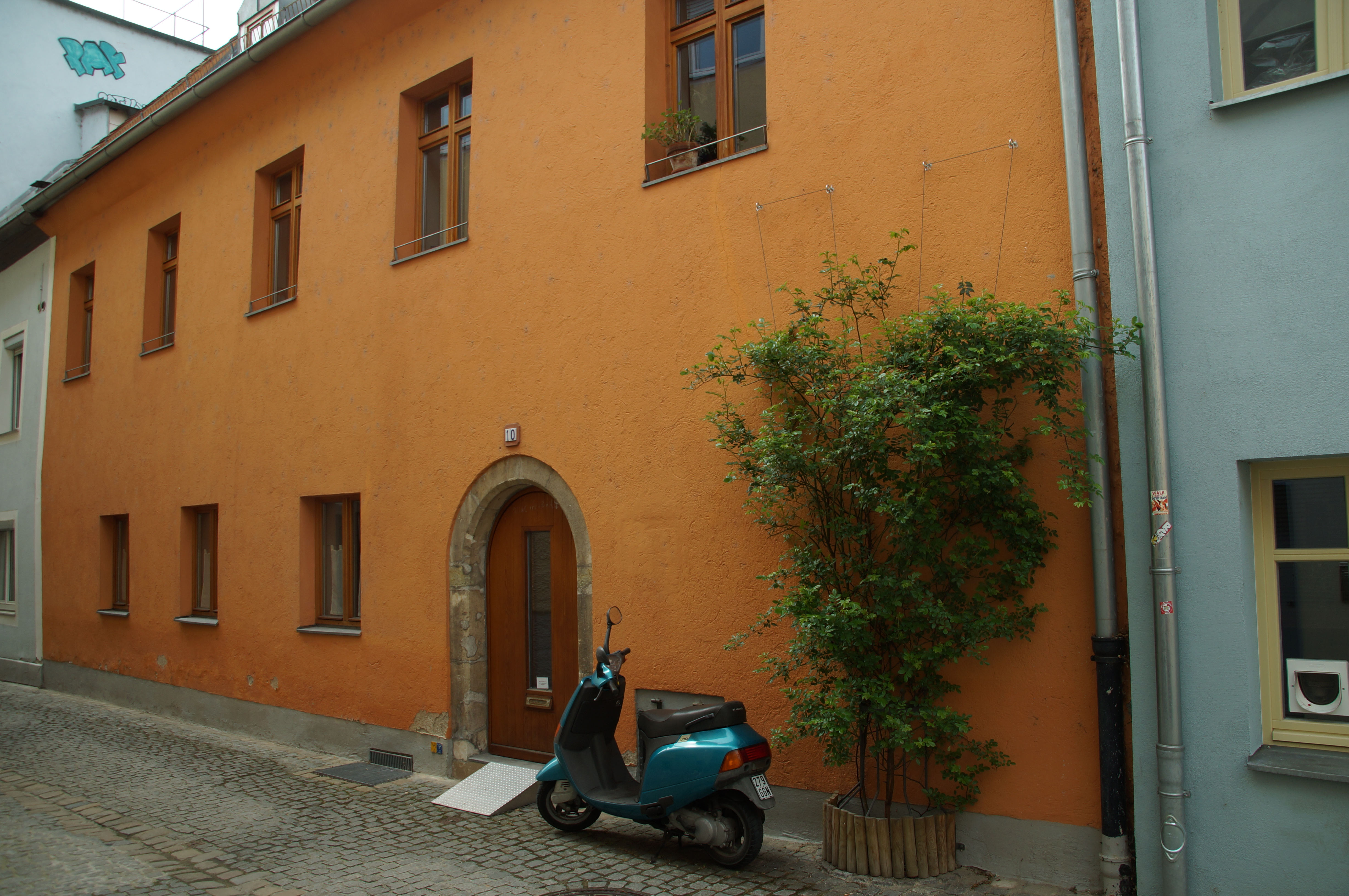
Portnergasse in Regensburg

In Regensburg erinnert die „Portnergasse“ an dieses einstmals wichtige Geschlecht. Ebenso gibt es in Theuern eine Portnerstraße.